# Biokémia
A biokémia (régiesen életvegytan vagy orvosvegytan) az élő szervezetek kémiai felépítését és a bennük végbemenő kémiai változásokat tanulmányozó tudományterület. Célja annak megállapítása, hogy az életjelenségek hogyan függnek össze az élő anyagban végbemenő kémiai változásokkal, azok energetikai viszonyaival, és milyen szabályzó mechanizmusok állnak az események mögött.

## A biokémia tárgya

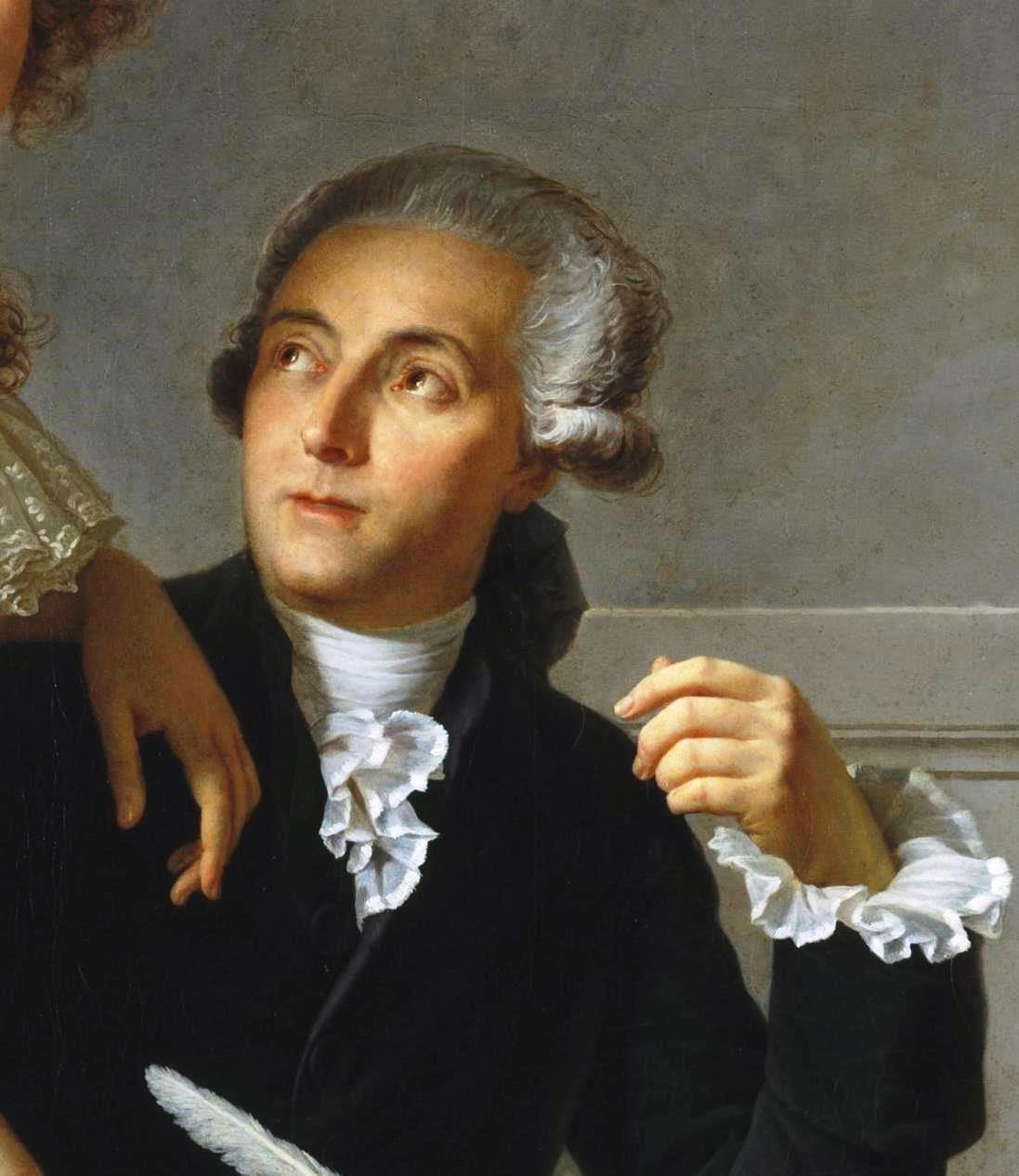
Antoine Lavoisier

A biokémia a biológia és a kémia összeolvadásából jött létre, amelyben igyekszik a kémia szemszögéből vizsgálni és megérteni a biológiai rendszerek működését. Szemléletmódjában a kémiai ismereteket építi be a biológiai tudományba, miközben a következő kérdésekre keresi a választ:

- milyen elemekből és molekulákból épül fel az élő szervezet;
- milyen az élő szervezetek átfogó kémiai szervezettsége;
- milyen kémiai folyamatokban és hogyan keletkeznek, alakulnak át vagy bomlanak le ezek a vegyületek az élő szervezetben, és milyenek az energetikai viszonyai;
- milyen mechanizmusok szabályozzák az átalakulások sebességét, irányát és arányát;
- az élet jellegzetes tulajdonságai és törvényszerűségei hogyan függnek össze az élő anyag kémiai tulajdonságaival és törvényszerűségeivel;
- mi az élő szervezet önfenntartásának és reprodukciójának termodinamikai alapja.

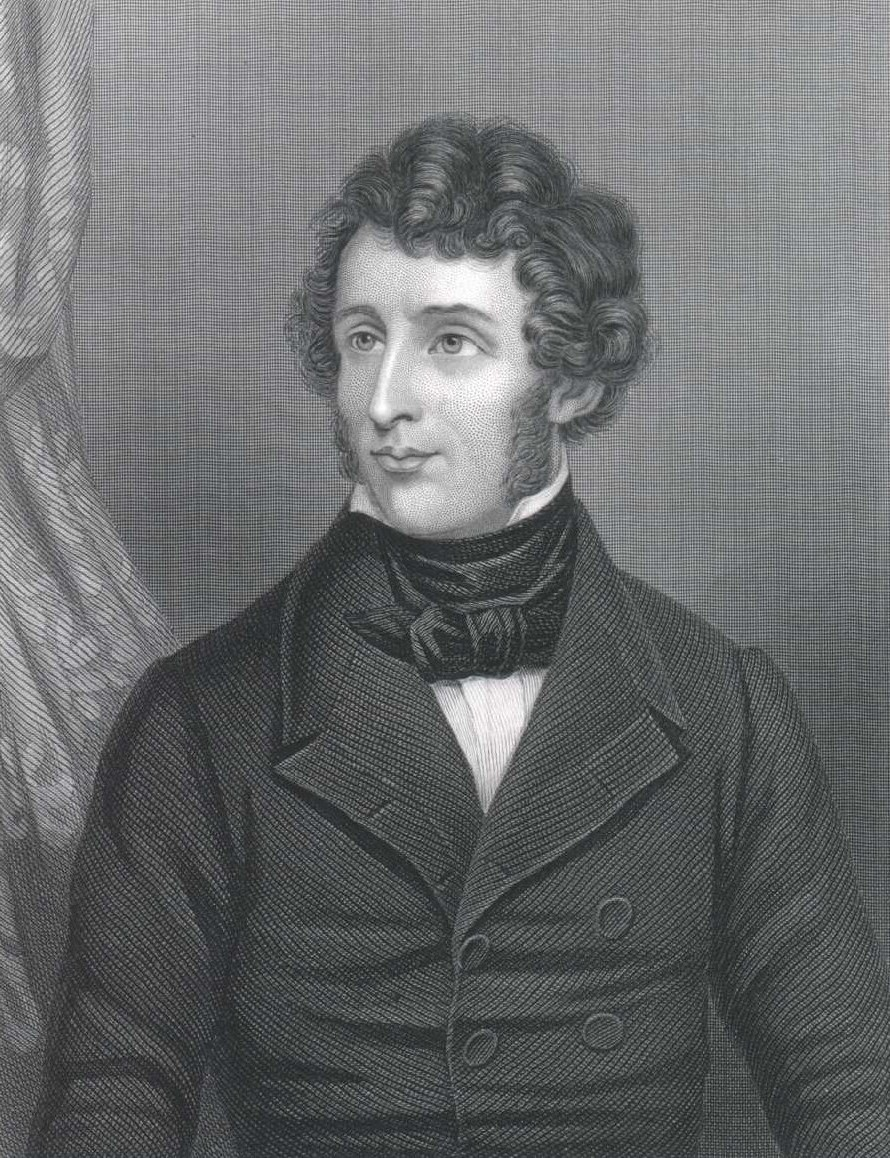
Friedrich Wöhler

## A biokémia kialakulásának és fejlődésének főbb állomásai

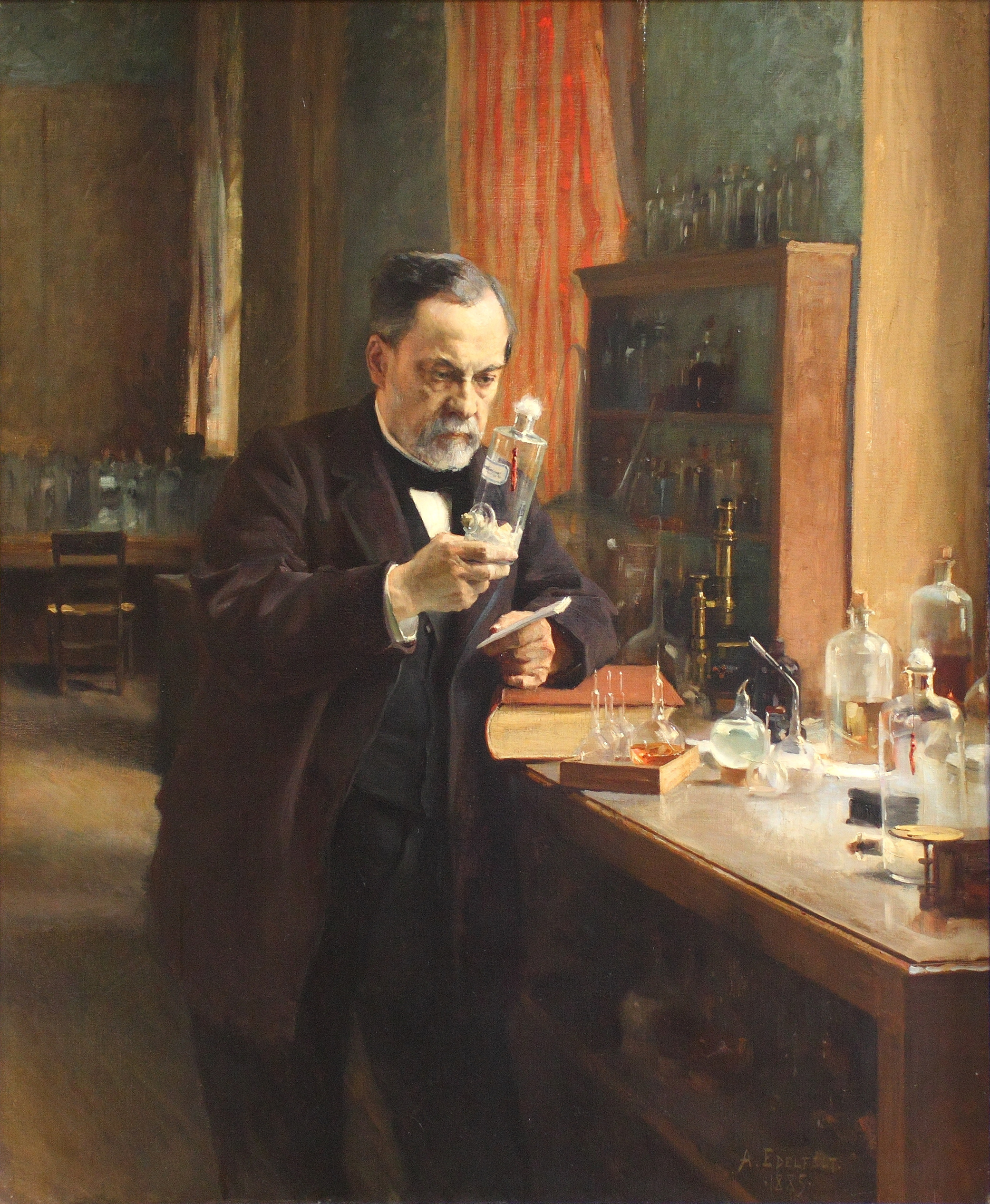
Albert Edelfelt: Pasteur a laboratóriumában c. festménye

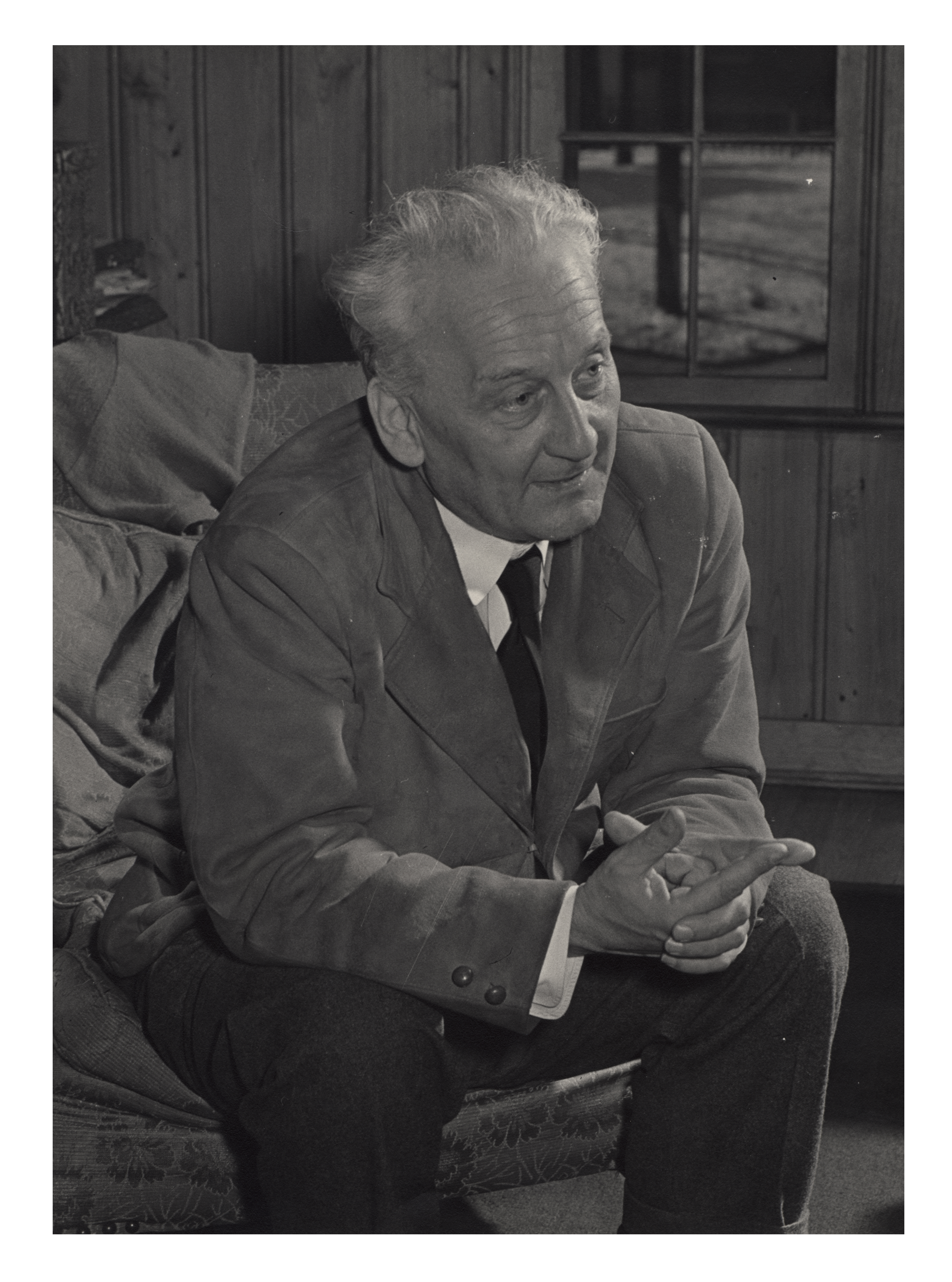
Szent-Györgyi 1948-ban

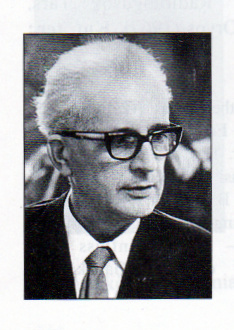
Straub F. Brunó

Az emberiség erjesztési folyamatokat, mint empirikus biokémiai eljárásokat már ősidöktől kezdve felhasznált. Történelme során könyvtárakat megtöltő ismeretanyagot gyűjtött össze kémiában, biológiában, orvoslásban, de ennek ellenére a 18. század végéig nem alakultak ki a feltételek az önálló biokémia tudományág megszületéséhez. Ebben elsősorban nem a tárgyi ismeretek hiánya játszott szerepet, hiszen Paracelsus (1493–1541) orvos-kémikus fellépése óta ismert volt a kémia jelentősége a szervezet működésében és az a nézet, hogy ezeket a kémiai folyamatokat kívülről bevitt vegyületekkel befolyásolni lehet. Sajnálatos módon jelentős akadálya volt a biokémia kialakulása szempontjából az a filozófiai szemlélet, amely nem ismerte fel a világ anyagi egységét, ami az élő anyagot másnak tekintette, mint a nem élőt, amely szerint az életfolyamatokra nem érvényesek a természet törvényei. Márpedig a biokémia pontosan az életfolyamatokat, azok materiális alapjait tette vizsgálata központi kérdésévé. Talán az első figyelemre méltó mérföldkő a biokémia fejlődésének útján Lomonoszov munkája, amelyben az energiamegmaradás törvényét egyaránt alkalmazta az élő és élettelen világra, és amely ily módon egy új felfogás kezdetét jelentette a tudományban. Ezt követően Antoine Lavoisier kísérletesen kimutatta, hogy az élő szervezet által termelt hő ugyanakkora, mintha a tápanyagot az élőn kívül égetnénk el. Majd Friedrich Wöhler 1828-ban oxálsavat és karbamidot előállítva igazolta hipotézisét, miszerint szervetlen kiindulási anyagokból elő lehet állítani szerves anyagot, és nem szükséges valami különleges vis vitalis (életerő) az élő anyag keletkezéséhez. Wöhler dogmákat döntő kísérleti eredményei megnyitották az utat a biokémia gyors fejlődéséhez. A szakirodalomban a biokémia kezdőpontjának általában 1866-ot tekintik, amikor Németországban Felix Hoppe-Seyler vezetésével megalapították az első biokémia tanszéket. 
A 19. században felgyorsult szerves kémiai kutatások eredményei alapján számos, az élő szervezetben előforduló anyag szerkezete vált ismertté, lehetőséget teremtve a biokémiai folyamatok és átalakulások vizsgálatára.
Louis Pasteur elsőként bizonyította az aerob és anaerob anyagcsere létét. A tej erjedéséről írt dolgozatában (1857) kimutatta, hogy a cukor tejsavvá alakulását az élesztősejtek idézik elő, a kémiai átalakulás tehát egy életfolyamattól függ. Továbbá az alkoholos erjedést vizsgálva felhívta a figyelmet az élő szervezetek folyamatait katalizáló enzimek jelentőségére. Pasteur egyik tévedéseként az általa fermentnek nevezett enzimeket még az élő sejt struktúrájától elválaszthatatlan alkotóelemeknek írta le, és csak később (1897), Hans Buchner és Eduard Buchner közös munkája eredményeként sikerült ezt a vitalisztikus dogmát megcáfolni. A biokémia történetében először a két Buchner bizonyította kísérlettel, hogy az erjedés sejtmentes rendszerben, izolált enzimek segítségével is végbemehet, útjára indítva ezzel a biokémia egyik meghatározó szakterületét, az enzimológiát. Ezt követően (1894) Hermann Emil Fischer Nobel-dijas német kémikus, a fehérjék szerkezetének és aminosav összetételének vizsgálata során jutott el arra a megállapításra, hogy az enzimek és a hozzájuk kapcsolódó szubsztrátok térszerkezetileg úgy illenek egymásba, mint a kulcs a zárba.
A 20. század eleje a biokémia divatjának is mondható vitaminok kutatásának időszaka volt. A technikai lehetőségek az egyre nagyobb fordulatszámot elérő preparatív centrifugák, majd 1925-ben Theodor Svedberg által bevezetett analitikai centrifuga, nagyban hozzájárult a sejtmentes rendszerek alkotórészeinek szétválasztásához és a makromolekulák vizsgálatához. A kémia területén érzékeny analitikai módszerek kerültek kifejlesztésre, amelyek lehetővé tették az egyes enzimek által felhasznált szubsztrátok és termékek kémiai analízisét, az enzimaktivitás mérését. 
Mivel az élő rendszereket az is jellemzi, hogy a bennük végbemenő reakciók pontosan szabályozottak az enzimek szintjén, ezért a figyelem a szabályozásban részt vevő molekulák felé irányult. Így derült fény a vitaminok szerepére a szabályozásban és a táplálkozásban, miszerint azok hiánya hiánybetegségek kialakulásához vezet. Még a 20. század első felénél maradva, ebben az időszakban lázas kutatómunka folyt annak kiderítésére, hogy milyen energiatermelő folyamatok zajlanak le a szervezetben. Bár ez a kérdés már sokkal korábban felvetődött, de a megoldás váratott magára. A késedelem abból fakadt, hogy az energiatermelésben részt vevő enzimeket a sejtektől és sejtalkotóktól mentes szűrletben keresték, a korábbi gyakorlatnak megfelelően. Ezzel szemben az energiatermelés enzimei a mitokondriumokban szigorúan meghatározott struktúrában elrendeződve, membránokhoz kötött állapotban fordulnak elő. Szent-Györgyi Albert volt az első, aki munkatársaival Szegeden a megfelelő kísérleti technika alkalmazásával izomszövetben figyelte meg, hogy bizonyos di- és trikarbonsavak nagymértékben felgyorsítják a sejtlégzés intenzitását. Ez a változás az oxigén fogyasztásának és a szén-dioxid felszabadulásának növekedését eredményezte. A munka további folytatása Hans Adolf Krebs nevéhez fűződik, aki az egyes lépéseket kibővítette és körfolyamatba helyezte, majd 1937-ben felírta a helyes feltételezést a trikarbonsav körfolyamatra, amelyet citrátkör vagy Szent-Györgyi–Krebs-ciklus néven ismerünk.

A sejtek legfőbb energiatermelő folyamatának, a citrátkör egyes lépéseinek megismerése után a szervezet legtöbb energiát felhasználó mechanizmusának, az izom-összehúzódás biokémiai folyamatának felderítése került Szent-Györgyi és munkatársai érdeklődésének középpontjába. Ennek eredményeként Szegeden sikerült tiszta állapotban előállítani az izommiozint (1941), majd egy évvel később, ugyanabban a laborban Straub F. Brunó tisztította és identifikálta az actint, az izom vékony filamentumának fő fehérjekomponensét, ezzel nagyban hozzájárulva az izomrost összehúzódásának molekuláris szintű megértéséhez. Ezeknek az eredményeknek a tudományos értéke vetekszik a Nobel-dijjal jutalmazott, citrátkör felderítésében elért eredményekkel.
Más tudományokhoz hasonlóan a biokémiára is igaz, hogy egy-egy új módszer kifejlesztése vagy egy új típusú műszer alkalmazása az új kutatási eredmények özönét indítja el, majd ismét eljutunk egy olyan pontra, ahol újabb technikai áttörésre kell várni. Ilyen nagy jelentőségű módszertani előrelépés volt a méréstechnikában a folyadékszcintillációs számláló, a spektrofotométer, a röntgendiffrakció eljárás, a radioizotópok bevezetése és az elválasztási módszerek tökéletesítése. Különös jelentőségű volt a nukleinsavak szerkezetének és információhordó szerepének felismerése, amely 75 évet váratott magára. A DNS kémiai és térszerkezeti modelljét először James D. Watson és Francis Crick írta le (1953), mely modell a mai napig is használatban van. Munkásságukat Nobel-díjjal ismerték el. A genetikai kód megfejtése (1966) Marshall Warren Nirenberg és Philip Leder kitartó munkájának eredménye.

Ez volt az az időszak, amikor a biokémiáról úgy vált le a molekuláris biológia, hogy közben annak része maradt. A génműködés főbb lépéseinek megismerése után egy másik izgalmas kérdés kezdte foglalkoztatni a kutatókat, nevezetesen a bioregulációs folyamatok molekuláris szintű megértése. Olyan kérdések merültek fel ezzel kapcsolatban, mint a környezeti változásokra adott genetikai válasz. Milyen módon hatnak ezek a változások a DNS-re? Hogyan kommunikálnak a szervezetben az egymástól távol található sejtek? A hormonok hogyan és hova kötődnek a célsejteken, és hogyan tudják befolyásolni azok DNS-ét úgy, hogy azok anyagcseréje megváltozik? Megannyi kérdés, ami a 20. század utolsó harmadában izgatta a kutatókat. 1971-ben az amerikai farmakológus, biokémikus Earl Wilbur Sutherland nyerte el a Nobel-díjat a ciklikus adenozin-monofoszfát (cAMP) felfedezéséért. Az ő megfigyelésének köszönhetően derült fény arra, hogy az adrenalin a cAMP közvetítésével miként szabadítja fel a glükózt, a glikogénből. Sutherland feltételezte, majd bizonyította, hogy a többi hormon is hasonló mechanizmus szerint, a cAMP közreműködésével fejti ki a hatását és változtatja meg a célsejt anyagcseréjét. Később Sutherland a munkatársaival a cAMP-t szintetizáló enzimet, az adenilát-ciklázt is azonosította. Miután kiderült, hogy a hormonok jelentős része a sejtmembránon egy specifikus receptorhoz kötődve aktiválják az adenilát-ciklázt, és a cAMP-n keresztül a sejt anyagcseréjét befolyásolni képesek, az egész világban lázas kutatás indult a receptorok azonosítására. Jól mutatja a lázas munkát az a tény, hogy csak az adenilát-ciklázzal kapcsolatos tudományos publikációk száma több, mint harmincezer, a receptorokkal kapcsolatosaké pedig ennek többszöröse. Ez a terület azért volt annyira fontos a tudomány számára, mert ezek a receptorok azonosak a gyógyszerkötő helyekkel, amelyeken át a farmakonok kifejtik hatásukat. Ezen a ponton szorosan összefonódott a biokémia a farmakológiával. 1994-ben a receptor és az adenilát-cikláz kapcsolatának és működésének pontosításáért a G-protein felfedezéséért Nobel-díjat itéltek oda 1994-ben Alfred G. Gilmannak, majd 2012-ben Robert Lefkowitznak a receptorok vizsgálatáért.

## Biomolekulák

### Fehérjék
Az állati szervezet legnagyobb mennyiségben előforduló szerves anyaga a fehérje: a sejtek száraz anyagának körülbelül a fele. Jelentősen eltérő százalékban ugyan de növényekben és mikroorganizmusokban is nagy mennyiségben megtalálható. A fehérjék az élet szempontjából meghatározó funkciók ellátásában vesznek részt és ennek megfelelően szerepük igen sokrétű:
- Támasztó vázanyagok: a sejtek citoplazmájában és sejtmembránjában.
- Kontraktilis fehérjék: gyakran a támasztó vázfehérjékkel szoros kapcsolatban fejtik ki működésüket.
- Enzimek: a szervezetben lejátszódó kémiai folyamatok specifikus katalizátorai.
- Sejt-sejt illetve a sejt és környezete közötti kölcsönhatásokért felelős fehérjék: receptorfehérjék, transzportfehérjék, védelmet szolgáló immunglobulinok, genetikus expressziót szabályozó fehérjék.

### Szénhidrátok
A bioszféránkban található szénvegyületeknek döntő hányadát a szénhidrátok alkotják. Okkal feltételezhetjük, hogy a szénhidrátok egymagukban is nagyobb mennyiséget képviselnek a bioszférában, mint az összes többi organikus vegyület. Az állati szervezetek szénhidráttartalma száraz tömegre számítva általában 1,5-1,6%. Kivétel képeznek a kitinvázas állatok, amelyeknek szénhidráttartalma jóval nagyobb. A növényi szervezetek a bennük felhalmozódó cellulóz miatt szénhidráttartalomban meghaladhatják az 50%-ot is. A mikroorganizmusok is jelentős mennyiségű szénhidrátot tartalmazhatnak.
A bioszféra szénhidrát előállítása az asszimiláló növények fotoszintetizáló tevékenységén alapul, amely folyamat további szerteágazó anyagcsere lépésekben az élő szervezetek egyéb szerves vegyületeivé alakul.

Az élővilágban a szénhidrátok szerepe sokrétű:

- Egyrészt gyorsan felhasználható tápanyag-, energiaforrás a szervezetnek. Az ember az energiaszükségletének jelentős részét a táplálékkal felvett szénhidrátokkal fedezi, annak ellenére, hogy számára a szénhidrát nélkülözhető tápanyag. A szervezet számára szükséges vegyületeket ugyanis más (nem szénhidrát) forrásból is elő tudja állítani.
- Továbbá, a szénhidrátok fontos strukturális elemek a sejtben vagy a sejtközötti állományban.

### Lipidek
A lipidek (régebbi nevükön: lipoidok) a növény- és állatvilágban egyaránt megtalálható és minden sejtben előforduló molekulák, az ember testtömegének közel 10%-át teszik ki. A szervezetben a lipidek túlnyomó része tárolásra specializált kötőszövetben, a zsírszövetben zsírsejtekbe zárva található (depózsír). A lipidek fizikai-kémiai sajátosságuk alapján nagyon hasonló, apoláros vegyületek miközben kémiai felépítésüket nézve egymástól rendkívül eltérőek. Ennek megfelelően apoláros oldószerekben jól oldódnak, de vízoldékonyságuk csekély. Apolaritásuk döntően meghatározza biológiai funkciójukat: 
- Hatékony energiaforrások. A depózsír a szervezet hidrogénben leggazdagabb anyaga. A lipidek specifikus energiaértéke 38 kJ/g (9 kcal/g) ami durván az azonos mennyiségű fehérjéből vagy szénhidrátból nyerhető energiamennyiségnek a kétszerese. Figyelemre méltó tény, hogy a lipidek elégetése tekintélyes mennyiségű vízhez juttatja a szervezetet (1 g zsír elégetésekor 1,5 g víz képződik). A szervezet ún. barna zsírszövete a benne tárolt zsírsavak gyors oxidációjára képes ami a szervezet hőszabályozásának fontos tényezője.
- Hőszigetelő és mechanikai védelmet adó anyag a bőr alatti szövetekben és egyéb szervek körül. A hőszigetelő hatás különösen szembetűnő a sarkkör közelében élő állatok testfelépítését vizsgálva. Az idegszövet lipidtartalma rendkívül magas. A szigetelő sajátság hővel és elektromossággal szemben egyaránt érvényesül. Ez utóbbinak az idegrostok ingerületvezetése szempontjából van jelentősége.
- A lipidek sok esetben képeznek komplexet fehérjékkel (lipoproteinek) amelyek a biológiai szerkezeti egységeket, a sejteket és sejtorganellumokat elválasztó membránokat építik fel. A vérplazmában keringő, a plazma albuminjával komplexet képező lipidek különös fontosságúak a szervezet lipidanyagcseréje és -transzportja szempontjából.
- A lipidek között előfordulnak a szervezet anyagcsere-folyamatait szabályozó anyagok is, mint esszenciális zsírsavak, vitaminok, hormonok.

### Nukleinsavak
A nukleinsavak olyan makromolekulák amelyek központi szerepet játszanak az öröklődő genetikai információ tárolásában, öröklődésében, átírásában (transzkripció), fehérjeszintézisében (transzláció) és anyagcsere folyamatok szabályozásában. A jelentős térszerkezeti különbségeket eredményező kémiai összetételbeli eltérések alapján két csoportba sorolhatók: dezoxiribonukleinsavak és ribonukleinsavak. 

- Eukarióta sejtekben a kettős szálú, helikális DNS fő tömege a sejtmagban koncentrálódik, és bázikus tulajdonságú fehérjékkel, a hisztonokkal és egyéb nem hiszton fehérjékkel kapcsolódva a sejtmag kromatinállományát alkotja. A DNS-molekula mérete (molekulatömege) fajonként eltérő. A magasabb fejlettségű szervezetekben hosszabb DNS-molekulák találhatók. Fejlődéstörténetileg közelálló fajok DNS-ének biokémiai tulajdonságai, illetve bázisösszetételük hasonló, míg a távol állóké nagyon különböző lehet.

- Az RNS-ek ezzel szemben egyszálú lineáris polimerek, és nem mutatnak méretbeli különbséget a fejlődés különböző fokán álló fajok. Funkcionálisan két csoportra oszthatók. Az egyik csoportba azok az RNS-ek tartoznak amelyek a genetikus információ kifejezésével, a fehérjeszintézissel vannak kapcsolatban. Ezek közé tartoznak a méretükben, térszerkezetükben és funkciójukban egymástól eltérő RNS molekulák: hírvivő RNS (mRNS), transzfer RNS (tRNS) és riboszomális RNS (rRNS). A ribonukleinsavak másik csoportját alkotják az anyagcserét reguláló, kis méretű, sejtmagban található (Small nuclear) SnRNS-ek és mikro RNS-ek (miRNS).

## A biokémia alkalmazási területei
A biokémia a definíciója szerint a biológiai rendszerekben végbemenő kémiai folyamatok megértésére törekszik. Ebből a definícióból következik, hogy minden olyan más alap- és alkalmazott tudomány, amelyben ez a kérdés kisebb vagy nagyobb mértékben felmerül, alkalmazza a biokémiai eredményeit, és vizsgálati módszereit. Az alkalmazási területek száma és spektruma rendkívül széles, és így a biokémia alapját vagy részét képezi az orvos- és gyógyszerésztudománynak, az állattenyésztésnek, növénytermesztésnek, élelmiszeripari technológiáknak, ökológiának, valamint előfordul a kriminológiában, a vízgazdálkodásban, de még a műszaki tudományokban és a vegyiparban is.